# الخطاة (فلم 2025)
الخطاة (بالإنجليزية: Sinners) هو فيلم أمريكي من نوع الرعب الخارق للطبيعة والأكشن، تولّى رايان كوغلر تأليفه وإنتاجه وإخراجه. تجري أحداث الفيلم في جنوب الولايات المتحدة خلال ثلاثينيات القرن العشرين، حيث يروي قصة أخوين توأم، يجسد شخصيتيهما مايكل بي. جوردن، يعودان إلى بلدتهما الأصلية ليواجها قوى شريرة وغامضة تهدد وجودهما ومجتمعهما. يضم طاقم العمل نخبة من الممثلين، من بينهم هايلي ستاينفيلد، مايلز كايتون، جاك أوكونيل، يونومي موساكو، جايمي لوسون، عمر بينسون ميلر، لي جون لي، وديلروي ليندو.
بدأ كوغلر تطوير المشروع من خلال شركته بروكسيميتي ميديا في يناير 2024، وأُختير مايكل بي. جوردن للدور الرئيسي في الفترة نفسها. حصلت شركة وارنر براذرز بيكتشرز على حقوق التوزيع في فبراير 2024 بعد منافسة قوية مع عدة استوديوهات. تزامن الإعلان عن أسماء الممثلين الآخرين في أبريل مع انطلاق مرحلة التصوير، التي استمرت حتى يوليو من العام ذاته.
أقيم العرض الأول للفيلم في 3 أبريل 2025، قبل طرحه رسميًا في صالات السينما الأمريكية بتاريخ 18 أبريل عبر شركة وارنر براذرز. نال الفيلم إشادة نقدية عالمية وحقق 365 مليون دولار عالميًا.

## القصة
في 15 أكتوبر 1932، يعود التوأمان المتطابقان سموك وستاك، وهما من قدامى المحاربين في الحرب العالمية الأولى، إلى بلدتهم الأصلية كلاركسديل بولاية ميسيسيبي، بعد سنوات قضاها الاثنان في العمل ضمن إحدى عصابات شيكاغو. وبفضل أموال مسروقة من رجال العصابات، يشترون منشرة قديمة من مالك أرض عنصري يُدعى هوغوود، بهدف تحويلها إلى ملهى ليلي يخدم المجتمع المحلي من السود.
ينضم إليهما ابن عمهما سامي، عازف الجيتار الطموح، رغم اعتراض والده القس جيديديا الذي يرى أن موسيقى البلوز لها قوى خارقة للطبيعة. يُوظَّف في المشروع كل من: عازف البيانو دلتا سليم، والمغنية بيرلين التي يكنّ لها سامي مشاعر إعجاب، وزوجة سموك المنفصلة آني كطاهية، إلى جانب الزوجين الصينيين المحليين غريس وبو كموردين، والعامل كورنبريد الذي يُعيّن كحارس أمن. في موازاة ذلك، يستأنف ستاك علاقته المتوترة مع حبيبته السابقة ماري، التي تتظاهر بالبياض لكنها في الحقيقة من أصول أفريقية، وتُبدي استياءها من تخليه عنها عندما غادر إلى شيكاغو.
على صعيد آخر، يهرب ريميك، وهو مصاص دماء أيرلندي، من صائدي مصاصي دماء من قبيلة "تشوكتاو"، ويقوم بتحويل زوجين من أعضاء جماعة "كو كلوكس كلان" إلى مصاصي دماء بطريقة وحشية.
في ليلة الافتتاح، يعزف سامي عرضًا مبهرًا لدرجة أنه، دون قصد، يستدعي أرواحًا من الماضي والمستقبل لتنضم إلى الحشد. يجذب هذا الأداء انتباه ريميك، الذي يصل إلى المكان برفقة أتباعه ويعرض المال والموسيقى مقابل السماح له بالدخول. يرفض التوأمان عرضه بسبب الشك، تُذكّر ماري التوأم أن الحانة في حاجة إلى الدخل، فتخرج للقاء ريميك، لكنها تتراجع وتعود لتُغوي ستاك وتعضه، بعدما تحولت بنفسها إلى مصاصة دماء نتيجة تعرضها للعض من ريميك. يُطلق سموك النار عليها، لكنها تنجو وتهرب، بينما يموت ستاك ظاهريًا متأثرًا بالجروح.
في الخارج، يهاجم ريميك كورنبريد أثناء خروجه للتبول، ويحوّله إلى مصاص دماء. وعند تفريغ الحانة، يتعرض الزبائن المغادرون لهجوم دموي من قبل مصاصي الدماء، بما فيهم بو. يعود ستاك إلى الحياة كمصاص دماء، لكن آني تصده باستخدام عصير ثوم مخلل. تشرح آني للناجين أن مصاصي الدماء لا يُقتلون إلا بالشمس، أو الفضة، أو الأوتاد الخشبية، ولا يمكنهم دخول المباني إلا إذا دُعوا.
يتجمّع الحشد الذي يقوده ريميك خارج الملهى، لكنه لا يستطيع الدخول. يفاوض الناجين، مُشيدًا بموهبة سامي الخارقة، ويعرض عليه الخلود والقوة والهروب من قسوة العنصرية مقابل مساعدته في استدعاء أرواح مجتمع السود المفقودة. يُحذّر ريميك أيضًا من أن هوغوود، الذي يتزعم سرًا فرع "كو كلوكس كلان" المحلي، يخطط للهجوم على الحانة مع الفجر. يرفض التوأمان عرضه، فينتقم ريميك عبر بو بتهديد غريس بابنتهما. تدعو غريس مصاصي الدماء إلى الدخول مضحيةً بنفسها، فيجتاح الحشد الملهى ويُقتل كل من غريس، وآني، ودلتا سليم في المواجهة. تنهار ماري بعد موت آني وتفرّ.
يحاول سموك، وسامي، وبيرلين الفرار، لكن ستاك وريميك ينصبان لهم كمينًا. يدخل ستاك في صراع جسدي دموي مع سموك، بينما تواجه بيرلين وسامي ريميك. تُصاب بيرلين بعضة وتناشد سامي أن يهرب. في اللحظة الحاسمة، يُحطم سامي غيتاره على رأس ريميك، قبل أن يصل سموك ليغرس وتدًا في قلبه، ليُقضى عليه. يحترق الحشد مع شروق الشمس. يُحث سامي على الفرار، بينما يتصدى سموك لمجموعة "كلان" بقيادة هوغوود ويقتلهم جميعًا، لكنه يُصاب بجراح قاتلة. قبل أن يلفظ أنفاسه، يرى رؤية لآني وطفلتهما الرضيعة.
يعود سامي، المحطم نفسيًا، إلى كنيسة والده. يناشده القس أن يتخلى عن الموسيقى ويسعى للخلاص، لكن سامي يرفض، ويغادر حاملاً غيتاره.
بعد مرور ستين عامًا، يزوره ستاك وماري، اللذان ما زالا شابين. يكشف ستاك أن سموك أنقذه من الموت، بشرط ألا يُؤذى سامي. يرفض سامي عرضهما بالخلود، ويعزف لهما لحنًا. أثناء مغادرتهما، يُقر سامي أن ليلة المجزرة رغم ما حملته من مأساة، كانت أعظم يوم في حياته. يوافقه ستاك، قائلًا إنها كانت آخر مرة رأى فيها أخاه أو الشمس، وأول مرة شعر فيها بالحرية.

## طاقم التمثيل
- مايكل ب. جوردان في دور إيليجا "سموك" مور وإلياس "ستاك" مور، شقيقان توأم مجرمان.
- هايلي ستاينفيلد في دور ماري، صديقة ستاك السابقة.
- مايلز كايتون في دور سامي "الفتى الواعظ" مور، ابن عم سموك وستاك والموسيقي الطموح.[6]
- بادي غاي في دور سامي مور الأكبر سنًا.[7]
- جاك أوكونيل في دور ريميك، مصاص دماء أيرلندي.
- يونومي موساكو في دور آني، زوجة سموك.
- جايمي لوسون في دور بيرلين، مغنية وحبيبة سامي.
- عمر ميلر في دور كورنبريد، مزارع عينه التوأمان كحارس أمن للحانة.
- ديلروي ليندو في دور دلتا سليم، عازف بيانو.
- لي جون لي في دور غريس تشاو، زوجة بو وصاحبة متجر.
- ياو في دور بو تشاو، زوج غريس وصاحب متجر.
- لولا كيرك في دور جوان، عضو محلي في كو كلوكس كلان وزوجة بيرت.
- بيتر دريمانيس في دور بيرت، عضو محلي في كو كلوكس كلان وزوج جوان.
- ديفيد مالدونادو في دور هوغوود، زعيم محلي في جماعة كو كلوكس كلان.
- سول ويليامز بدور جيديديا مور، قس ووالد سامي.
- هيلينا هو بدور ليزا تشاو، ابنة بو وغريس.
- أندريه وارد-هاموند بدور روثي، والدة سامي.
- ناثانيال أركاند بدور تشايتون، صائد مصاصي دماء من قبيلة تشوكتاو.
- تيناج إل. جاكسون بدور بياتريس، زوجة كورنبريد الحامل.

## الإنتاج

### التطوير
في يناير 2024، أُفيد أن فيلمًا تاريخيًا غير معنون (تدور أحداثه في جنوب الولايات المتحدة خلال حقبة قوانين جيم كرو، ويُشاع أنه يتناول موضوع الأموات الأحياء) من كتابة وإخراج وإنتاج رايان كوغلر، كان قيد التطوير من خلال شركته الإنتاجية "بروكسيميتي ميديا"، مع ترشيح مايكل بي. جوردن، المتعاون الدائم معه، للعب الدور الرئيسي. دخلت كل من "سوني بيكتشرز" و"وارنر برذرز بيكتشرز" و"يونيفرسال بيكتشرز" في منافسة شرسة للحصول على حقوق توزيع الفيلم، الذي قُدِّرت ميزانيته بحوالي 90 مليون دولار أمريكي. في مقابل حقوق التوزيع، ورد أن كوغلر طالب بعدة امتيازات تشمل الحصول على نسبة من الإيرادات الإجمالية منذ اليوم الأول (ممارسة في صناعة الأفلام حيث يتلقى المشارك نسبة مئوية من إجمالي إيرادات شباك التذاكر، بدءًا من اليوم الأول لإطلاق الفيلم)، والتمتع بحق المونتاج النهائي (حق أو أهلية الفرد في تحديد النسخة النهائية من الفيلم السينمائي للتوزيع والعرض)، بالإضافة إلى استعادة حقوق ملكية الفيلم بعد مرور 25 عامًا على إصداره. في فبراير من العام ذاته، فازت "وارنر برذرز" بحقوق التوزيع بعد موافقتها على شروط كوغلر. وفي شهري أبريل ومايو 2024، أُعلن عن بقية طاقم التمثيل، فيما أشارت التقارير إلى أن المغنية هالزي كانت قد خضعت لتجربة أداء للدور الذي ذهب لاحقًا إلى هايلي ستاينفيلد.

### التصوير
بدأ التصوير الرئيسي للفيلم في مدينة نيو أورلينز بولاية لويزيانا في 14 أبريل 2024، تحت العنوان المؤقت "شطيرة الجبن المشوي"، واختُتمت أعمال التصوير في 17 يوليو من العام نفسه. تولّت مديرة التصوير السينمائي أوتمن دورالد أركاباو مهام تصوير الفيلم باستخدام شريط أفلام بقياس 65 مليمترًا، مستعينة بمزيج من كاميرات "آيماكس" ذات 15 ثقبة وكاميرات "أولترا بانافيجن 70"، ما نتج عنه تباين في نسب العرض بين 1.43:1 و2.76:1 تبعًا للمشاهد.
قامت شركة "كوداك" بتطوير نسخة مخصصة للعرض عبر "آيماكس" من شريط أفلامها المعروف باسم "إكتاكروم 100 دي 5294"، وقد استُخدم هذا النوع تحديدًا في تصوير مشهد استرجاعي (فلاش باك). بلغت نفقات الإنتاج في مواقع التصوير داخل ولاية لويزيانا نحو 67.6 مليون دولار أمريكي، فيما ارتفعت الميزانية الإجمالية للفيلم في نهاية المطاف إلى ما يقارب 100 مليون دولار.
كشفت مصممة الإنتاج هانا بيتشلر أن تصميم الكنيسة في الفيلم تضمّن عوارض خشبية متقاطعة تُجسّد إيماءة "واكاندا إلى الأبد" الشهيرة، وذلك تكريمًا للممثل الراحل تشادويك بوسمان، نجم فيلم "النمر الأسود".

## الموسيقى
تولى الموسيقي لودفيغ غورانسون، المتعاون الدائم مع المخرج رايان كوغلر، تأليف الموسيقى التصويرية للفيلم، واصفًا إياها بأنها "شخصية وطموحة" وتعكس رحلته الموسيقية الخاصة. استلهم غورانسون موسيقى الفيلم من موسيقى البلوز التقليدية، واستخدم غيتار "دوبرو سايكلوبس ريزوناتور" يعود لعام 1932، وهو الغيتار ذاته الذي يستخدمه بطل الفيلم سامي طوال الأحداث.
خلال مرحلة ما قبل الإنتاج، زوّد كوغلر الملحن بتسجيلات موسيقية تعود إلى ثلاثينيات وأربعينيات القرن الماضي، خصوصًا أعمال روبرت جونسون وتومي جونسون اللذان يعتبران من رموز موسيقى البلوز الأصلية. أصر غورانسون وكوغلر على أن تشرف سيرينا غورانسون، زوجة لودفيغ وعازفة الكمان الكلاسيكية، على إنتاج الأغاني الأصلية، وقد صرّحت أن التعامل مع الموسيقى السوداء الجنوبية يجب أن يتم بعناية وبمساعدة مستشارين خبراء، وقالت: "أشعر أنني وصية على هذا المشروع... خصوصًا الموسيقى، أشعر أن لها حياة خاصة بها". تعاون الزوجان مع المنتج الموسيقي لورانس "بو" ميتشل، مالك "استوديوهات رويال" وزاروا معه أماكن بارزة في تاريخ البلوز مثل متحف بي. بي. كينغ والحانات الشعبية في كلاركسديل وإنديانولا بحثًا عن الإلهام، حيث سجّلوا الأغاني في الاستوديوهات على مدار خمسة أيام برفقة موسيقيين بارزين مثل ألفين يونغبلود هارت وسيدريك بيرنسايد. كما استعانوا بموسيقيي بلوز آخرين من بينهم بريتاني هوارد، رافائيل صادق، بوبي راش، كريستون "كينغفيش" إنغرام، وبادي غاي الذي ظهر أيضًا في الفيلم.
استُخدم استوديو محوّل من كنيسة في نيو أورلينز لتدريب الممثلين المشاركين مثل جاك أوكونيل، لولا كيرك، بيتر دريمانيس، وجيمي لوسون، على أداء الأغاني. سُجّل جزء كبير من الفيلم مباشرة في موقع التصوير، بمشاركة موسيقيي بلوز حقيقيين إلى جانب طاقم التمثيل. كتبت هايلي ستاينفيلد وسجّلت الأغنية الأصلية "خطير" (Dangerous) خصيصًا للفيلم. على عكس معظم أفلام وارنر براذرز التي تُصدر موسيقاها عبر "واتر تاور ميوزيك"، صدرت الموسيقى التصويرية للفيلم من خلال شركة "سوني ميوزيك"، وتحديدًا عبر منصة "سوني ماستروركس" في 18 أبريل 2025، بالتزامن مع عرض الفيلم. تضمّن الألبوم 22 أغنية أداها نخبة من موسيقيي البلوز إلى جانب ممثلي الفيلم، بينما صدرت الأغنية الرئيسية "الخطاة" (Sinners) بصوت رود ويف قبل أسبوعين من العرض الرسمي للفيلم.

## الإصدار

### دور العرض السينمائية
صدر الفيلم في دور العرض في الولايات المتحدة وكندا بتاريخ 18 أبريل 2025، بعد أن كان من المقرر إصداره في 7 مارس 2025، ولكن أُجّل إلى أبريل (تبادل التاريخ مع فيلم ميكي 17) للسماح بمزيد من الوقت اللازم في مرحلة ما بعد الإنتاج نظرًا للاستخدام المكثّف لكاميرات الأفلام التقليدية والاعتماد على مختبرات متخصصة أصبحت نادرة. إلى جانب الإصدار الرقمي القياسي، حظي الفيلم بعرض محدود عبر 10 مطبوعات بتنسيق آيماكس 70 مم، وخمس مطبوعات أخرى بتنسيق 70 مم القياسي.
في أواخر شهر مايو، عُرض الفيلم في مدينة كلاركسديل بولاية ميسيسيبي، وهي المدينة التي تدور فيها أحداثه. وبما أن كلاركسديل لا تحتوي على دار سينما عاملة، فقد استضافت القاعة المدنية في المدينة ست عروض خاصة، قدّمها المخرج رايان كوغلر، الملحن لودفيغ غورانسون، وعدد من صناع الفيلم. كما نظّمت المدينة ندوات وجلسات أسئلة وأجوبة تتعلق بالفيلم خلال مهرجان استمر لثلاثة أيام في عطلة نهاية الأسبوع. أما على الصعيد الوطني، فقد قامت سلسلة دور العرض أي إم سي بجدولة عروض للفيلم في يوم جونتينث (19 يونيو) بأسعار مخفضة.

### الوسائط المنزلية
صدر فيلم الخطاة على خدمات البث الرقمي في 3 يونيو 2025، وتبعه إصدار على أقراص 4K Ultra HD Blu-ray ،Blu-ray وDVD في 8 يوليو 2025. أصبح متاحًا للبث عبر منصة أتش بي أو ماكس ابتداءً من 4 يوليو 2025.

## الاستقبال

### شباك التذاكر
اعتبارًا من 15 يوليو 2025، حقق فيلم "الخطاة" إيرادات بلغت 278.6 مليون دولار في الولايات المتحدة وكندا، و87.3 مليون دولار في الأسواق الدولية، ليصل إجمالي إيراداته عالميًا إلى 365.9 مليون دولار. أشارت بعض التقديرات إلى أن الفيلم كان بحاجة لتحقيق إيرادات تتراوح بين 170 إلى 185 مليون دولار ليصل إلى نقطة التعادل، مع احتساب ميزانيته الإنتاجية، وأرباح رايان كوجلر من الإيرادات الإجمالية، إلى جانب صفقات العرض عند الطلب والبث عبر منصّتي برايم فيديو ونتفليكس. في المقابل، قدّرت مصادر صناعية أخرى نقطة التعادل بنحو 200 إلى 225 مليون دولار، في حين ذهبت منصة "باك" إلى رفع التقدير إلى 300 مليون دولار، بسبب الميزانية الإجمالية للفيلم، تكاليف التسويق التي تراوحت بين 50 و60 مليون دولار، وافتراض أن دور العرض تحتفظ بنحو نصف الإيرادات الإجمالية من بيع التذاكر. واجهت التغطية الإعلامية للفيلم انتقادات من جمهور واسع وعدد من الشخصيات المؤثرة في الصناعة مثل الممثل بن ستيلر، بسبب تركيز وسائل إعلام مثل: فارايتي، نيويورك تايمز وبيزنس إنسايدر على تكلفة الفيلم وأجر كوغلر وأرباحه، عوضًا عن تسليط الضوء على جاذبية الفيلم الواسعة ونجاحه الفني والتجاري.
في الولايات المتحدة وكندا، توقّعت شركات التوزيع أن يحقق "الخطاة" بين 30 إلى 40 مليون دولار خلال أول عطلة نهاية أسبوع من عرضه، وذلك من 3,308 دار عرض. افتتح الفيلم بـ 19.2 مليون دولار في يومه الأول، من ضمنها 4.7 مليون دولار من عروض الخميس الليلية، ليبلغ مجموع إيراداته في نهاية الأسبوع الافتتاحي 48 مليون دولار، متجاوزًا التوقعات، متصدرًا شباك التذاكر، ومتفوقًا على فيلم "ماينكرافت" الصادر من نفس شركة التوزيع (وارنر براذرز). شكّل هذا الافتتاح أفضل انطلاقة لفيلم أصلي منذ فيلم "نحن" للمخرج غوردن بيل في عام 2019 (71 مليون دولار)، كما كانت هذه المرة الأولى منذ عام 2009 التي يحقق فيها فيلمان تابعان لاستوديو واحد أكثر من 40 مليون دولار لكل منهما في نهاية أسبوع واحدة. وقد ساهمت مبيعات التذاكر الفورية، خصوصًا يوم السبت، والتوصيات الشفوية الإيجابية، في ارتفاع الإيرادات، إذ بيّن الاستطلاع أن 61% من المشاهدين اشتروا تذاكرهم في نفس يوم العرض. مثّلت عروض آيماكس وتنسيقات العرض الفاخرة الأخرى 45% من إيرادات الافتتاح. وكشفت استطلاعات الخروج أن 47% من الحاضرين اشتروا التذاكر بسبب مشاركة مايكل بي. جوردن، و40% بسبب إخراج كوجلر، و45% نتيجة التوصيات الشفوية. تكوّن جمهور الفيلم من 64% ممن تقل أعمارهم عن 35 عامًا، و46% بين 25 و34 عامًا، و2% دون سن 18، أما التوزيع العرقي فكان: 49% من ذوي البشرة السوداء، 27% من البيض، 14% من اللاتينيين، 6% من الآسيويين، و4% من أعراق أخرى، ما يُظهر تنوعًا كبيرًا في قاعدة المشاهدين. حقق الفيلم 15.4 مليون دولار إضافية من 71 سوقًا دوليًا في عطلة نهاية الأسبوع الافتتاحية، ليبلغ المجموع العالمي 61 مليون دولار.
بفضل قوة التوصيات الشفوية، حقق "الخطاة" ثاني أعلى إيرادات يوم إثنين لفيلم رعب ذو تصنيف "+18"، بإجمالي 7.8 مليون دولار، بعد فيلم "إت" (8.6 مليون دولار في 2017). ختم الفيلم أسبوعه الأول بإجمالي 77.5 مليون دولار، متفوقًا على إجمالي الأسبوع الأول لفيلم "الشعوذة" (61.7 مليون دولار) و "أُخرج" (49.8 مليون دولار). في نهاية الأسبوع الثانية، تجاوز الفيلم التوقعات التي تراوحت بين 19.2 إلى 24 مليون دولار، محققًا 45.7 مليون دولار، متصدرًا شباك التذاكر مجددًا، ومسجلًا تراجعًا طفيفًا بنسبة 4.9% فقط — وهو ثالث أفضل أداء أسبوعي لفيلم يفتتح بأكثر من 40 مليون دولار بعد "شريك" (+0.3% في 2001) و"أفاتار" (−1.8% في 2009). كما كان هذا ثاني أفضل أداء أسبوعي لفيلم رعب ذو تصنيف "+18" بعد "إت" (60.1 مليون دولار)، وثالث أفضل أداء أسبوعي في مسيرة كوغلر بعد "النمر الأسود" (111.6 مليون دولار) و"النمر الأسود: واكاندا للأبد" (66.4 مليون دولار). ذكرت ديدلاين هوليوود أن جمهور الفيلم أصبح أكثر تنوعًا في الأسبوع الثاني، حيث شكّلت النساء 56% من الحضور (مقارنة بـ43% في الأسبوع الأول)، وبلغت نسبة من هم دون سن 25 نحو 34% (مقارنة بـ20% في الأسبوع الأول). وعلى الصعيد الدولي، حقق الفيلم 13.5 مليون دولار من 71 سوقًا خارجيًا في الأسبوع الثاني، بفضل الثبات القوي في عدد من الدول. بعد أن تنازل فيلم "الخطاة" عن شاشات آيماكس والعروض الكبيرة لصالح فيلم عالم مارفل السينمائي "ثاندربولتس*"، سجل الفيلم أفضل إيرادات لأسبوع ثالث في تاريخ أفلام الرعب، محققًا 33 مليون دولار (بتراجع 28%)، متجاوزًا "إت" (29.7 مليون دولار). وساهم الأداء القوي في أميركا اللاتينية وأوروبا في إضافة 10.4 مليون دولار أخرى من الأسواق الخارجية خلال هذا الأسبوع. في الأسبوع الرابع من عرضه، تخطى الفيلم حاجز 200 مليون دولار في شباك التذاكر المحلي، ليصبح أول فيلم أصلي يصل إلى هذا الرقم منذ فيلم "كوكو" في عام 2017.

### الاستجابة النقدية وتقييمات الجمهور
على موقع تجميع المراجعات روتن توميتوز، 97% من 373 مراجعة نقدية كانت إيجابية، وجاء إجماع الموقع على النحو التالي: «فيلمٌ غنيٌّ بالموضوعات كرواية أمريكية عظيمة، وممتعٌ للغاية، يكشف أول فيلمٍ ناجحٍ أصليٍّ للكاتب والمخرج رايان كوغلر عن كامل نطاق خياله الفريد ببراعةٍ لا تُنسى». أما موقع ميتاكريتيك، الذي يستخدم متوسطًا مرجحًا، فقد منح الفيلم 84 من 100 درجة، بناءً على 55 ناقدًا، مما يشير إلى «إشادةٍ عالمية». أعطى الجمهور الذي أُستُطلعت آراءه بواسطة سينما سكور الفيلم متوسط تقييم "A" على مقياس من A+ إلى F (أعلى درجة لفيلم رعب منذ 35 عامًا)، بينما أعطاه أولئك الذين أُستطلعت آراؤهم بواسطة بوست تراك تقييمًا إيجابيًا إجماليًا بنسبة 92%، مع قول 84% أنهم "سيوصون بالفيلم بالتأكيد".
نال فيلم "الخطاة" استحسان النقّاد بفضل رؤية رايان كوغلر الإخراجية والسينماتوغرافيا اللافتة. كتب الناقد "أ.أ. داود" من رولينغ ستون أن كوغلر "يتخطى حدود الأعمال السينمائية المرتبطة بالامتيازات التجارية بخطوات واسعة وطموحة"، فيما وصفت "ويندي إيدي" من "ذا أوبزرفر" إخراجه بأنه يتمتع بـ"ثقة ورؤية تُبقي كل شيء مترابطًا"، بينما أشادت آن هورناداي من "واشنطن بوست" بـ"الوعي الذاتي المبهر" الذي يتمتع به كوغلر، وأثنت على أداء مايكل بي. جوردن، يونومي موساكو، ومايلز كايتون. رأى عدد من النقّاد أن النصف الأول من الفيلم، الذي اتّسم بطابع واقعي أكثر، كان أقوى من النصف الثاني الذي طغى عليه الطابع الخارق للطبيعة. من جانبه، صرّح "بيتر ترافيرز" من إيه بي سي نيوز أن "الخطاة" هو "أفضل فيلم عُرض في عام 2025 حتى الآن"، واصفًا إياه بأنه "أفضل وأجرأ أعمال كوغلر وجوردن حتى اللحظة". أما "زاكاري بارنز" من وول ستريت جورنال، فقد قدّم تقييمًا أكثر سلبية، إذ أشاد بأداء جوردن، لكنه رأى أن الفيلم "يفتقر إلى الوحدة الموضوعية"، مضيفًا أن "خيال السيد كوغلر لا يزال مقيدًا بقوالب مارفل". في مراجعة ذات طابع ديني-ثقافي، كتب "شو باراكا" من كريستيانتي توداي قائلاً: "كن على علم فقط أن... المواضيع الجريئة ستعلمك ممارسات تجعل مستشار الزواج الخاص بك يحمر خجلًا... الخطاة يتناول بصراحة الفساد الديني المتأصل في الولايات المتحدة. لكنّ أولئك الذين عانوا من هذا النفاق عرفوا أيضًا المعالج الذي بث الفرح، الذي أنجب الترانيم الروحية، والتي بدورها ولّدت موسيقى البلوز." قارن العديد من النقّاد الفيلم بفيلم الرعب والأكشن "من الغسق حتى الفجر" للمخرج روبرت رودريغيز الصادر عام 1996. وقد صرّح كوغلر بأنه استلهم بعض العناصر من هذا الفيلم، لكنه اعتبر أن فيلم "الكُليّة"، وهو عمل آخر لرودريغيز، كان مصدر الإلهام الأقرب.
حظيت الموسيقى المصاحبة للفيلم بإشادة واسعة، إذ أشار النقاد إلى محورية دورها في سرد القصة. كتب "ديفيد إيرليش" من إندي واير: "ليست هذه المرة الأولى التي تكون فيها موسيقى لودفيغ غورانسون جزءًا لا يتجزأ من نسيج فيلم من إخراج ريان كوغلر، لكن الخطاة يبدأ بمشهد يُتحدث فيه عن نوع من الموسيقى 'نقية للغاية بحيث تخترق الحجاب الفاصل بين الحياة والموت، الماضي والمستقبل'... ثم يُرينا الفيلم تمامًا كيف يبدو ذلك صوتيًا." من جهتها، كتبت مي عبد الباقي من سكرين رانت: "الموسيقى وحدها، سواء الأغاني التي يعزفها الشخصيات أو الموسيقى التصويرية التي وضعها غورانسون، ترفع الفيلم إلى مستوى آخر." ووصفت "إيمي نيكولسون" من لوس أنجلوس تايمز الموسيقى بأنها "رائعة"، مضيفة أنها "موسيقى لم تسمعها من قبل، ومع ذلك تبدو وكأنها تنبع من أعماق وجداننا الثقافي الشعبي". أما "ديفيد روني" من هوليوود ريبورتر، فقد وصف الموسيقى بأنها "غنية بالنكهة [...] حيث تندمج الموسيقى التصويرية مع عروض البلوز لتنتج تأثيرًا ساحرًا". وفي مراجعة أكثر تحفظًا، وصف "بارنز" من وول ستريت جورنال موسيقى غورانسون بأنها "تحفة طنّانة تمزج بين الأنواع بأسلوب مبتكر".
في يونيو 2025، صنّف موقع إندي واير الفيلم في المرتبة الـ65 ضمن قائمته بعنوان "أفضل 100 فيلم في عقد 2020 (حتى الآن)". وفي يوليو من العام نفسه، جاء الفيلم في المرتبة الـ52 في إصدار "اختيار القرّاء" من قائمة صحيفة نيويورك تايمز لأفضل 100 فيلم في القرن الحادي والعشرين.

### الجوائز
| الجائزة                    | تاريخ الحفل  | الفئة                                              | المستلم(ون)                                                          | النتيجة | المرجع        |
| -------------------------- | ------------ | -------------------------------------------------- | -------------------------------------------------------------------- | ------- | ------------- |
| جوائز العرض الدعائي الذهبي | 29 مايو 2025 | أفضل فيلم رعب                                      | وارنر برذرز بيكتشرز، شركة "إيه في سكواد" (عن إعلان "Magic")          | فوز     | [ 94 ] [ 95 ] |
| جوائز العرض الدعائي الذهبي | 29 مايو 2025 | أفضل موسيقى                                        | وارنر برذرز بيكتشرز، شركة "إيه في سكواد" (عن إعلان "Magic")          | رُشِّح     | [ 94 ] [ 95 ] |
| جوائز العرض الدعائي الذهبي | 29 مايو 2025 | أفضل مونتاج صوتي                                   | وارنر برذرز بيكتشرز، شركة "إيه في سكواد" (عن إعلان "Seen")           | فوز     | [ 94 ] [ 95 ] |
| جوائز العرض الدعائي الذهبي | 29 مايو 2025 | أفضل مقطع دعائي لفيلم إثارة                        | وارنر برذرز بيكتشرز، مجموعة صنع الإعلانات (عن إعلان "Ready")         | فوز     | [ 94 ] [ 95 ] |
| جوائز العرض الدعائي الذهبي | 29 مايو 2025 | رعب / إثارة                                        | وارنر برذرز بيكتشرز، شركة "إيه في سكواد" (عن إعلان "Happy New Year") | رُشِّح     | [ 94 ] [ 95 ] |
| جوائز العرض الدعائي الذهبي | 29 مايو 2025 | أفضل مقطع دعائي قصير لفيلم رعب / إثارة (فيلم طويل) | وارنر برذرز بيكتشرز، شركة "إيه في سكواد" (عن إعلان "Dark Mode")      | رُشِّح     | [ 94 ] [ 95 ] |
| جوائز العرض الدعائي الذهبي | 29 مايو 2025 | أفضل ملصق لفيلم رعب                                | وارنر برذرز بيكتشرز، شركة "إيه في برنت"                              | رُشِّح     | [ 94 ] [ 95 ] |
| جوائز العرض الدعائي الذهبي | 29 مايو 2025 | أفضل ملصق دولي                                     | وارنر برذرز بيكتشرز، شركة "إيه في برنت"                              | رُشِّح     | [ 94 ] [ 95 ] |
| جوائز العرض الدعائي الذهبي | 29 مايو 2025 | أكثر ملصق أصالة                                    | وارنر برذرز بيكتشرز، شركة "إيه في برنت"                              | فوز     | [ 94 ] [ 95 ] |

## روابط خارجية
- الخطاة على موقع IMDb (الإنجليزية)
- الخطاة على موقع ميتاكريتيك (الإنجليزية)
- الخطاة على موقع روتن توميتوز (الإنجليزية)
- الخطاة على موقع ألو سيني (الفرنسية)
- الخطاة على موقع أول موفي (الإنجليزية)
- الخطاة على موقع فيلمافينيتي (الإسبانية)
- الخطاة على موقع قاعدة بيانات الأفلام السويدية (السويدية)
- الخطاة على موقع قاعدة بيانات الفيلم (الإنجليزية)
- الخطاة على موقع ليتربوكسد (الإنجليزية)
- الخطاة على موقع كينوبويسك (الروسية)